# ألعاب القوى في الألعاب الأولمبية الصيفية 2024 – سباق 400 متر حواجز للسيدات
أقيمت منافسات سباق 400 متر حواجز للسيدات في دورة الألعاب الأولمبية الصيفية 2024 في أربع جولات في ستاد دو فرانس في باريس، فرنسا، في الفترة من 04 إلى 08 أغسطس 2024. تعتبر هذه هي المرة الحادية عشرة التي تقام فيها منافسات سباق 400 متر حواجز للسيدات في دورة الألعاب الأولمبية الصيفية. تمكن ما مجموعه 40 رياضية من التأهل إلى الحدث حسب معيار الدخول أو التصنيف.

## الخلفية
| رموز واختصارات في رياضة ألعاب القوى |
| --- |
| \| AR : رقم قاري (رقم جديد في سجل القاري) NR : رقم وطني (رقم جديد في السجل الوطني) OR : رقم أولمبي (رقم جديد في السجل الأولمبي) PB : رقم شخصي (أفضل رقم شخصي) SB : أفضل أداء شخصي في الموسم (الأفضل في الموسم) WL: أفضل أداء عالمي لهذا العام (رائد عالمي) WR : رقم عالمي (رقم جديد قياسي عالمي) DNF: لم يكمل السباق DNS: لم يبدأ السباق DQ: استبعاد (عدم الأهلية) NM: لم يتم تسجيل أي اختبار صحيح (لا توجد علامة) َQ: التأهل "مباشرة" إلى الجولة التالية (أو إلى المسابقة التالية)، خلال مسابقة كبرى، بفضل الترتيب أو تحقيق الحد الأدنى (المؤهل التلقائي) q: التأهل إلى الجولة التالية (أو المسابقة التالية)، خلال مسابقة كبرى، بفضل إعادة التصفيات أو تحقيق أحد أفضل العروض بين أولئك "غير المتأهلين بشكل مباشر" (بفضل أفضل وقت أو أفضل مسافة على سبيل المثال) (مؤهل ثانوي) \| |
| AR : رقم قاري (رقم جديد في سجل القاري) NR : رقم وطني (رقم جديد في السجل الوطني) OR : رقم أولمبي (رقم جديد في السجل الأولمبي) PB : رقم شخصي (أفضل رقم شخصي) SB : أفضل أداء شخصي في الموسم (الأفضل في الموسم) WL: أفضل أداء عالمي لهذا العام (رائد عالمي) WR : رقم عالمي (رقم جديد قياسي عالمي) DNF: لم يكمل السباق DNS: لم يبدأ السباق DQ: استبعاد (عدم الأهلية) NM: لم يتم تسجيل أي اختبار صحيح (لا توجد علامة) َQ: التأهل "مباشرة" إلى الجولة التالية (أو إلى المسابقة التالية)، خلال مسابقة كبرى، بفضل الترتيب أو تحقيق الحد الأدنى (المؤهل التلقائي) q: التأهل إلى الجولة التالية (أو المسابقة التالية)، خلال مسابقة كبرى، بفضل إعادة التصفيات أو تحقيق أحد أفضل العروض بين أولئك "غير المتأهلين بشكل مباشر" (بفضل أفضل وقت أو أفضل مسافة على سبيل المثال) (مؤهل ثانوي)       |

تم تقديم سباق 400 متر حواجز للسيدات لأول مرة في دورة الألعاب الأولمبية الصيفية 1984 في لوس أنجلوس، الولايات المتحدة، تعتبر هذه المنافسة الحادية في دورة الألعاب الأولمبية الصيفية قبل عام 2024، مع تأجيل نسخة 2020 إلى عام 2021 بسبب جائحة كوفيد-19. فازت الأمريكية سيدني ماكلولين-ليفرون بالحدث في رقم قياسي عالمي وأولمبي بلغ 51.46 ثانية. ومنذ ذلك الحين حسنت ماكلولين-ليفرون رقمها القياسي العالمي ثلاث مرات، وكان آخرها في التجارب الأولمبية الأمريكية لعام 2024، حيث سجلت وقتًا قدره 50.65 ثانية.
| الرقم القياسي          | الرياضي (الدولة)                                   | الوقت (ثانية) | الموقع                  | التاريخ       |
| ---------------------- | -------------------------------------------------- | ------------- | ----------------------- | ------------- |
| الرقم القياسي العالمي  | سيدني ماكلولين-ليفرون (الولايات المتحدة الأمريكية) | 50.65         | يوجين، الولايات المتحدة | 30 يونيو 2024 |
| الرقم القياسي الأولمبي | سيدني ماكلولين-ليفرون (الولايات المتحدة الأمريكية) | 51.46         | طوكيو، اليابان          | 4 أغسطس 2021  |
| الرقم الرائد عالميًا    | سيدني ماكلولين-ليفرون (الولايات المتحدة الأمريكية) | 50.65         | يوجين، الولايات المتحدة | 30 يونيو 2024 |

| أرقام قياسية للمنطقة                                             | رياضي (دولة)                                       | وقت (ثوانٍ) |
| ---------------------------------------------------------------- | -------------------------------------------------- | ---------- |
| أفريقيا (الأرقام القياسية)                                       | نزهة بدوان (المغرب)                                | 52.90      |
| آسيا (الأرقام القياسية)                                          | كيمي أديكويا (البحرين)                             | 53.09      |
| أوروبا (الأرقام القياسية)                                        | فيمكه بول (هولندا)                                 | 50.95      |
| أمريكا الشمالية والوسطى ومنطقة البحر الكاريبي (الأرقام القياسية) | سيدني ماكلولين-ليفرون (الولايات المتحدة الأمريكية) | 50.65 ر.ع  |
| أوقيانوسيا (الأرقام القياسية)                                    | ديبي فلينتوف كينغ (أستراليا)                       | 53.17      |
| أمريكا الجنوبية (الأرقام القياسية)                               | جيانا وودروف (PAN)                                 | 53.69      |

## التأهيل
بالنسبة لسباق 400 متر حواجز للسيدات، كانت فترة التأهيل بين 1 يوليو 2023 و30 يونيو 2024. تمكن أربعون رياضية من التأهل للحدث، بحد أقصى ثلاثة رياضيين لكل دولة، من خلال الركض بسرعة 54.85 ثانية أو أسرع أو حسب تصنيفهم العالمي لألعاب القوى لهذا الحدث.

## النتائج

### الجولة الأولى
أقيمت الجولات الخمس للجولة الأولى في 4 أغسطس، الساعة 12:35 (UTC+2) بعد الظهر. تأهلت 40 رياضية للحدث. تتقدم أول 3 رياضيات في كل جولة (Q) وأسرع 3 رياضيات في الجولة التالية (q) إلى الدور نصف النهائي، وتتقدم الآخربات جميعًا إلى جولة الإعادة (باستثناء المتسابقات التي لم تبدأ السباق DNS والمتسابقات التي لم تنهين السباق DNF والمتسابقات غير مؤهلات DQ).

#### تصفيات الجولة الأولى
نتائج تصفيات الجولة الأولى من سباق 400 متر حواجز للسيدات.
| المركز | المسار | الرياضية             | البلد    | الوقت | الملاحظات |
| ------ | ------ | -------------------- | -------- | ----- | --------- |
| 1      | 7      | راشيل كلايتون        | جامايكا  | 54.32 | Q         |
| 2      | 3      | فاتوماتا بينتا ديالو | البرتغال | 54.75 | Q         |
| 3      | 5      | أمالي إيول           | النرويج  | 54.82 | Q         |
| 4      | 8      | كاتلين بيترز         | هولندا   | 54.84 | q         |
| 5      | 9      | نايومي فان دن بروك   | بلجيكا   | 55.81 |           |
| 6      | 6      | ريبيكا سارتوري       | إيطاليا  | 55.81 |           |
| 7      | 4      | شايين دا سيلفا       | البرازيل | 56.52 |           |
|        | 2      | كيمي أديكويا         | البحرين  | 100 ! | DNS       |

#### تصفيات الجولة الثانية
نتائج تصفيات الجولة الثانية من سباق 400 متر حواجز للسيدات.
| المركز | المسار | الرياضية          | البلد            | الوقت | الملاحظات |
| ------ | ------ | ----------------- | ---------------- | ----- | --------- |
| 1      | 5      | جاسمين جونز       | الولايات المتحدة | 53.60 | Q         |
| 2      | 9      | روغيل جوزيف       | جنوب إفريقيا     | 54.46 | Q, PB     |
| 3      | 3      | سافانا ساذرلاند   | كندا             | 54.80 | Q         |
| 4      | 2      | باولين كوكويت     | بلجيكا           | 54.90 | q, SB     |
| 5      | 8      | جيانا وودروف      | بنما             | 54.94 | SB        |
| 6      | 7      | أيومايد فولورونسو | إيطاليا          | 55.03 |           |
| 7      | 6      | شانا غريبو        | فرنسا            | 56.70 |           |
| 8      | 4      | كارولينا كرافزيك  | ألمانيا          | 58.49 |           |

#### تصفيات الجولة الثالثة
نتائج تصفيات الجولة الثالثة من سباق 400 متر حواجز للسيدات.
| المركز | المسار | الرياضية       | البلد           | الوقت | الملاحظات |
| ------ | ------ | -------------- | --------------- | ----- | --------- |
| 1      | 4      | فيمكه بول      | هولندا          | 53.38 | Q         |
| 2      | 8      | شيان سالمون    | جامايكا         | 53.95 | Q         |
| 3      | 3      | زيني غيلدنهويز | جنوب إفريقيا    | 54.73 | Q         |
| 4      | 6      | آنا ريجيكوفا   | أوكرانيا        | 55.13 |           |
| 5      | 5      | جيسي نايت      | بريطانيا العظمى | 55.39 |           |
| 6      | 2      | مو جيادي       | الصين           | 55.43 |           |
| 7      | 9      | آلانا يوكيتش   | أستراليا        | 55.46 |           |
| 8      | 7      | ليندا أنغونو   | الكاميرون       | 55.69 | NR        |

#### تصفيات الجولة الرابعة
نتائج تصفيات الجولة الرابعة من سباق 400 متر حواجز للسيدات.
| المركز | المسار | الرياضية       | البلد            | الوقت | الملاحظات |
| ------ | ------ | -------------- | ---------------- | ----- | --------- |
| 1      | 8      | آنا كوكريل     | الولايات المتحدة | 53.91 | Q         |
| 2      | 7      | لينا نيلسين    | بريطانيا العظمى  | 54.65 | Q         |
| 3      | 4      | جانيف راسل     | جامايكا          | 54.67 | Q         |
| 4      | 9      | هان كلايس      | بلجيكا           | 54.80 | q, SB     |
| 5      | 5      | نيكوليتا يخوفا | جمهورية التشيك   | 55.45 |           |
| 6      | 3      | غريس كلاكستون  | بورتوريكو        | 56.29 |           |
| 7      | 2      | فيفي لهيكوينن  | فنلندا           | 56.67 |           |
| 8      | 6      | لورين هوفمان   | الفلبين          | 57.84 |           |

#### تصفيات الجولة الخامسة
نتائج تصفيات الجولة الخامسة من سباق 400 متر حواجز للسيدات.
| المركز | المسار | الرياضية              | البلد            | الوقت | الملاحظات |
| ------ | ------ | --------------------- | ---------------- | ----- | --------- |
| 1      | 3      | سيدني ماكلولين-ليفرون | الولايات المتحدة | 53.60 | Q         |
| 2      | 4      | نورة النادي           | المغرب           | 55.26 | Q         |
| 3      | 5      | لويز مارافال          | فرنسا            | 55.32 | Q         |
| 4      | 6      | ياسمين جايجر          | سويسرا           | 55.44 |           |
| 5      | 2      | أليس مورارو           | إيطاليا          | 55.62 |           |
| 6      | 7      | سارة كارلي            | أستراليا         | 55.92 |           |
| 7      | 8      | لينه كلوستر           | النرويج          | 57.69 |           |
| 8      | 9      | فيكتوريا تكاتشوك      | أوكرانيا         | 58.10 | SB        |

### جولة الإعادة
أقيمت جولة الإعادة في 5 أغسطس، بدءًا من الساعة 10:50 (UTC+2) صباحًا.يتأهل أول فريقين في كل جولة من جولات الإعادة إلى الدور نصف النهائي.

#### جولة الإعادة الأولى
نتائج جولة الإعادة الأولى التأهيلية سباق 400 متر حواجز للسيدات. بما أن فان دن برويك ويوكيتش حققا نفس التوقيت تمامًا، فقد تأهل كلاهما إلى الدور نصف النهائي.
| المركز | المسار | الرياضية           | البلد     | الوقت        | الملاحظات |
| ------ | ------ | ------------------ | --------- | ------------ | --------- |
| 1      | 4      | أيومايد فولورونسو  | إيطاليا   | 55.07        | Q         |
| 2      | 7      | نايومي فان دن بروك | بلجيكا    | 55.11 (.107) | Q         |
| 2      | 3      | آلانا يوكيتش       | أستراليا  | 55.11 (.107) | Q, PB     |
| 4      | 6      | غريس كلاكستون      | بورتوريكو | 55.94        |           |
| 5      | 5      | لينه كلوستر        | النرويج   | 56.73        |           |
| 6      | 2      | فيفي لهيكوينن      | فنلندا    | 58.04        |           |
| 7      | 8      | فيكتوريا تكاتشوك   | أوكرانيا  | 59.40        |           |

#### جولة الإعادة الثانية
نتائج جولة الإعادة الثانية التأهيلية سباق 400 متر حواجز للسيدات.
| المركز | المسار | الرياضية         | البلد           | الوقت        | الملاحظات |
| ------ | ------ | ---------------- | --------------- | ------------ | --------- |
| 1      | 5      | مو جيادي         | الصين           | 54.75        | Q, PB     |
| 2      | 3      | جيسي نايت        | بريطانيا العظمى | 55.10 (.093) | Q         |
| 3      | 2      | جيانا وودروف     | بنما            | 55.10 (.098) |           |
| 4      | 6      | نيكوليتا يخوفا   | جمهورية التشيك  | 55.31        |           |
| 5      | 7      | ريبيكا سارتوري   | إيطاليا         | 55.44        |           |
| 6      | 4      | كارولينا كرافزيك | ألمانيا         | 56.02        |           |
| 7      | 8      | شايين دا سيلفا   | البرازيل        | 56.56        |           |

#### جولة الإعادة الثالثة
نتائج جولة الإعادة الثالثة التأهيلية سباق 400 متر حواجز للسيدات.
| المركز | المسار | الرياضية     | البلد     | الوقت | الملاحظات |
| ------ | ------ | ------------ | --------- | ----- | --------- |
| 1      | 7      | شانا غريبو   | فرنسا     | 54.91 | Q         |
| 2      | 8      | آنا ريجيكوفا | أوكرانيا  | 54.95 | Q, =SB    |
| 3      | 2      | ليندا أنغونو | الكاميرون | 55.09 | NR        |
| 4      | 4      | سارة كارلي   | أستراليا  | 55.12 |           |
| 5      | 3      | ياسمين جايجر | سويسرا    | 55.18 |           |
| 6      | 6      | أليس مورارو  | إيطاليا   | 55.48 |           |
| 7      | 5      | لورين هوفمان | الفلبين   | 58.28 |           |

### الدور نصف النهائي

#### نصف النهائي الأول
نتائج جولة نصف النهائي الأولى المؤهلة لنهائي سباق 400 متر حواجز للسيدات.
| المركز | المسار | الرياضية           | البلد            | الوقت   | الملاحظات |
| ------ | ------ | ------------------ | ---------------- | ------- | --------- |
| 1      | 5      | راشيل كلايتون      | جامايكا          | 53.00   | Q         |
| 2      | 7      | جاسمين جونز        | الولايات المتحدة | 53.83   | Q         |
| 3      | 8      | زيني غيلدنهويز     | جنوب إفريقيا     | 53.90   | PB        |
| 4      | 3      | شانا غريبو         | فرنسا            | 54.84   |           |
| 5      | 4      | أمالي إيول         | النرويج          | 54.88   |           |
| 6      | 2      | نايومي فان دن بروك | بلجيكا           | 54.94   |           |
| 7      | 9      | كاتلين بيترز       | هولندا           | 55.20   |           |
| 8      | 6      | لينا نيلسين        | بريطانيا العظمى  | 1:31.22 |           |

#### نصف النهائي الثانية
نتائج جولة نصف النهائي الثانية المؤهلة لنهائي سباق 400 متر حواجز للسيدات.
| المركز | المسار | الرياضية              | البلد            | الوقت | الملاحظات |
| ------ | ------ | --------------------- | ---------------- | ----- | --------- |
| 1      | 7      | سيدني ماكلولين-ليفرون | الولايات المتحدة | 52.13 | Q         |
| 2      | 4      | لويز مارافال          | فرنسا            | 53.83 | Q         |
| 3      | 5      | روغيل جوزيف           | جنوب إفريقيا     | 54.12 | PB        |
| 4      | 6      | جانيف راسل            | جامايكا          | 54.65 |           |
| 5      | 3      | أيومايد فولورونسو     | إيطاليا          | 54.92 |           |
| 6      | 8      | فاتوماتا بينتا ديالو  | البرتغال         | 54.93 |           |
| 7      | 2      | آنا ريجيكوفا          | أوكرانيا         | 55.65 |           |
| 8      | 9      | هان كلايس             | بلجيكا           | 55.96 |           |

#### نصف النهائي الثالثة
نتائج جولة نصف النهائي الثالثة المؤهلة لنهائي سباق 400 متر حواجز للسيدات.
| المركز | المسار | الرياضية        | البلد            | الوقت | الملاحظات |
| ------ | ------ | --------------- | ---------------- | ----- | --------- |
| 1      | 6      | فيمكه بول       | هولندا           | 52.57 | Q         |
| 2      | 7      | آنا كوكريل      | الولايات المتحدة | 52.90 | Q         |
| 3      | 5      | شيان سالمون     | جامايكا          | 53.13 | q, PB     |
| 4      | 4      | سافانا ساذرلاند | كندا             | 53.80 | q         |
| 5      | 9      | باولين كوكويت   | بلجيكا           | 54.64 | SB        |
| 6      | 3      | جيسي نايت       | بريطانيا العظمى  | 54.90 |           |
| 7      | 1      | آلانا يوكيتش    | أستراليا         | 55.49 |           |
| 8      | 8      | نورة النادي     | المغرب           | 55.50 |           |
| 9      | 2      | مو جيادي        | الصين            | 55.63 |           |

## النهائي
من المقرر أن تقام المباراة النهائية في 08 أغسطس، ابتداءً من الساعة 21:25 (UTC+2) في المساء.
| المركز | المسار | الرياضية              | البلد            | الوقت | ملاحظات |
| ------ | ------ | --------------------- | ---------------- | ----- | ------- |
| الأول  | 5      | سيدني ماكلولين-ليفرون | الولايات المتحدة | 50.37 | WR      |
| الثاني | 7      | آنا كوكريل            | الولايات المتحدة | 51.87 | PB      |
| الثالث | 6      | فيمكه بول             | هولندا           | 52.15 |         |
| 4      | 9      | جاسمين جونز           | الولايات المتحدة | 52.29 | PB      |
| 5      | 8      | راشيل كلايتون         | جامايكا          | 52.68 |         |
| 6      | 2      | شيان سالمون           | جامايكا          | 53.29 |         |
| 7      | 3      | سافانا ساذرلاند       | كندا             | 53.88 |         |
| 8      | 4      | لويز مارافال          | فرنسا            | 54.53 |         |